# 斯武普斯克市政廳

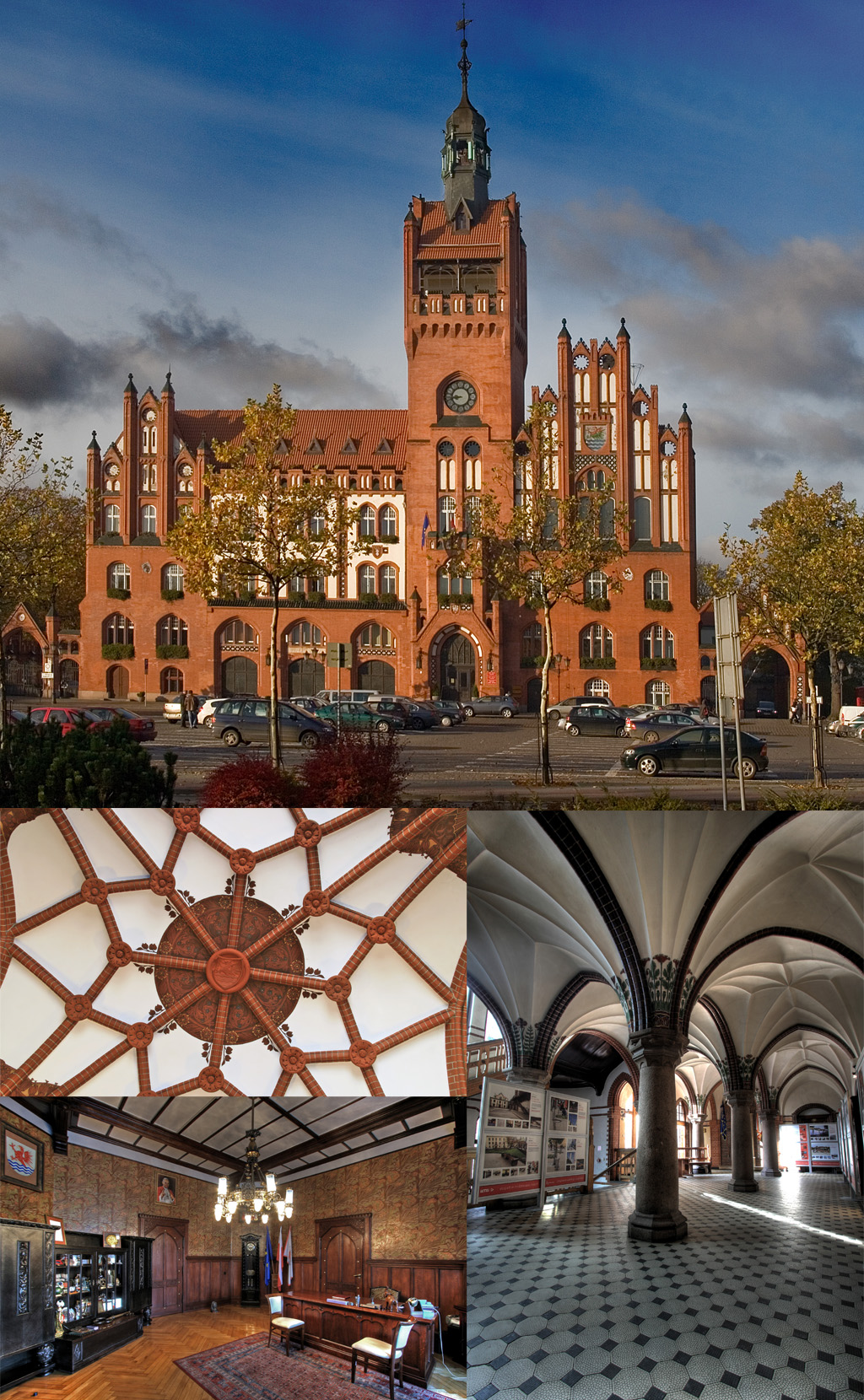
斯武普斯克市政廳

斯武普斯克市政廳（Town Hall in Słupsk）修建於1901年，是波蘭城市斯武普斯克的市政廳。該市政廳修建時這裡還是德國的一部分，外觀是新哥特式建築。自2003年開始，公眾可以參觀斯武普斯克市政廳的塔樓，在此可一覽斯武普斯克全景。

## 外部連結
- Virtual tour of the building （页面存档备份，存于）
- Town Halls in Slupsk

54°27′53″N 17°01′37″E / 54.464761°N 17.026934°E